# István Martin

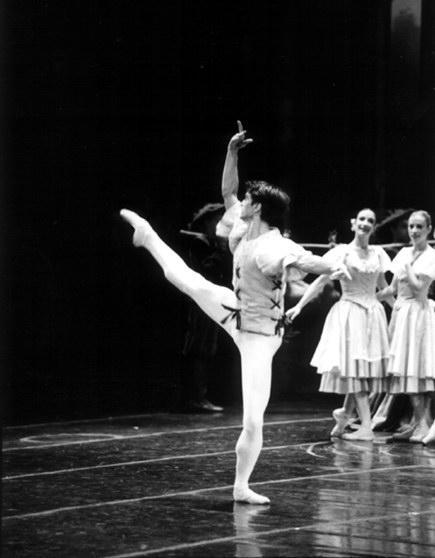
István Martin en 2014.

István Martin est un danseur franco-hongrois.

## Biographie
István Martin mène des études de danse à l’École du Ballet d’État de Hongrie puis travaille à l’École Vaganova de Saint-Pétersbourg. Il se produit dans Coppélia, Le Lac des cygnes, Casse-noisette à l’Opéra national de Budapest ainsi que dans On the Town (chorégraphie de László Seregi) lors d’une tournée en Allemagne avec des solistes du Ballet de l’Opéra national et la compagnie Junior de Hongrie.
En 1990, il travaille avec les solistes de l’American Ballet Theatre dirigé par Mikhaïl Barychnikov.
Sa rencontre avec Iván Markó, chorégraphe et directeur artistique du Győri Ballet, est déterminante. Après un premier engagement en 1990-1991 au Győri Ballet, István Martin interprète, en tant que danseur invité, de nombreuses œuvres de Markó, parmi lesquelles Dance Meditation (1992, télévision hongroise), Jerusalem Lights (Spring Board Company en Israël, 1992-1993) ; il se produit aussi dans Desert Wanderer (Jerusalem Dance Theatre, 1993) et dans la chorégraphie pour Tannhäuser (Festival de Bayreuth, 1992-1993).
Demi-soliste du Ballet du Deutsche Oper am Rhein (Düsseldorf) de 1993 à 1995, il danse les chorégraphies de Heinz Spoerli, Erich Walter, George Balanchine.
Membre du Ballet de l’Opéra national de Bordeaux depuis septembre 1995, István Martin s’est produit dans Don Quichotte d’Éric Vu-An, Marco Polo de Luciano Cannito, Électra de Jean-Charles Gil, Petrouchka de Robert North, Danses concertantes de Ted Brandsen et Coppélia d’Eugène Poliakov, Le Fils prodigue et Les Quatre Tempéraments de Balanchine, Les Quatre Saisons de Paolo Bortoluzzi. Il a dansé dans Raymonda de Marius Petipa puis dans Aunis de Jacques Garnier.
Se succéderont, de 1996 à 2008, La Fille mal gardée de Joseph Lazzini, Casse-noisette, Giselle, La Belle au bois dormant et Le Lac des cygnes de Charles Jude, Troy Game de Robert North, Before Nightfall et Purcell Pieces de Nils Christe, Continuo d'Antony Tudor, Hydrogen Jukebox de Carolyn Carlson, Petrouchka (rôle-titre) de Michel Fokine, puis Roméo et Juliette de Tiit Härm, Napoli (pas de six) d'Auguste Bournonville, Suite en blanc et Icare de Serge Lifar, Le Sacre du printemps de Paul Taylor, Le Tricorne et Parade (Chinois) de Léonide Massine, Sérénade et Who Cares de George Balanchine, Le Messie de Mauricio Wainrot, Sextet, Valses de Thierry Malandain, Le Sacre du printemps de Léonide Massine, Les Noces de Bronislava Nijinska, Don Quichotte de Charles Jude, 
Click - Pause - Silence de (J. Kylián), Les Indomptés de (C. Brumachon).
Il a récemment créé, pour un gala organisé par l’Opéra de Nice, un pas de deux intitulé Destinées, en hommage à Janine Monin. En 2002 il a créé un pas de trois, Baile español, pour le Festival d’été à Formentera et, en 2003, une chorégraphie dans l’opéra La Fiancée du tsar.
Il se produit avec les solistes de l’Opéra national de Bordeaux à Oviedo, Izmir et Budapest. En novembre 2007, il danse la dernière création de Carlotta Ikeda, Zatoïchi (bientôt disponible en DVD).
Depuis 2011, il s'est reconverti en agent commercial en vins et spiritueux.